# Северноприморски партизански одред
Северноприморски партизански одред је био партизанска јединица у саставу Народноослободилачке војске и партизанских одреда Југославије током Другог светског рата у Словенији.

## Историјат
Формиран је 13. фебруара 1943. од 2, 4. и 5. батаљона Сошког НОП одреда, који су дејствовали у Брдима и средњем и горњем Посочју (толминско, кобаришко и бовшко подручје). Одред је дејствовао по батаљонима и четама, изводећи мање акције против италијанских група код Згорње Трибуше, Грахова, на Предилу, у Логу под Мангартом, код Камбрешког и Фона, на Коловрату и др. Наредбом ГШ НОВ и ПО СлОВеније од 10. априла 1943. од Одреда је крајем априла и почетком маја 1943, на путу за Бенешку Словенију, формирана 6. словеначка бригада Иван Градник. После капитулације Италије, од дела тадашњег Приморског НОП одреда поновно је око 12. септембар 1943. формиран Одред, чије су јединице заједно са Јужноприморским партизанским одредом образовале тзв. Горишки фронт. Одред је водио успешне борбе са деловима немачке 71. пешадијске дивизије из Горице, који су покушали да разбију фронт источно од града. Нарочито тешке борбе водио је од 23. до 26. септембра, кад је под притиском немачких снага, подржаних тенковима, принуђен да се повуче на подручје Трновског гозда. За време тих борби од дела Одреда и Јужноприморског НОП одреда формирана је Горичка бригада.